# Oude Broekgraaf

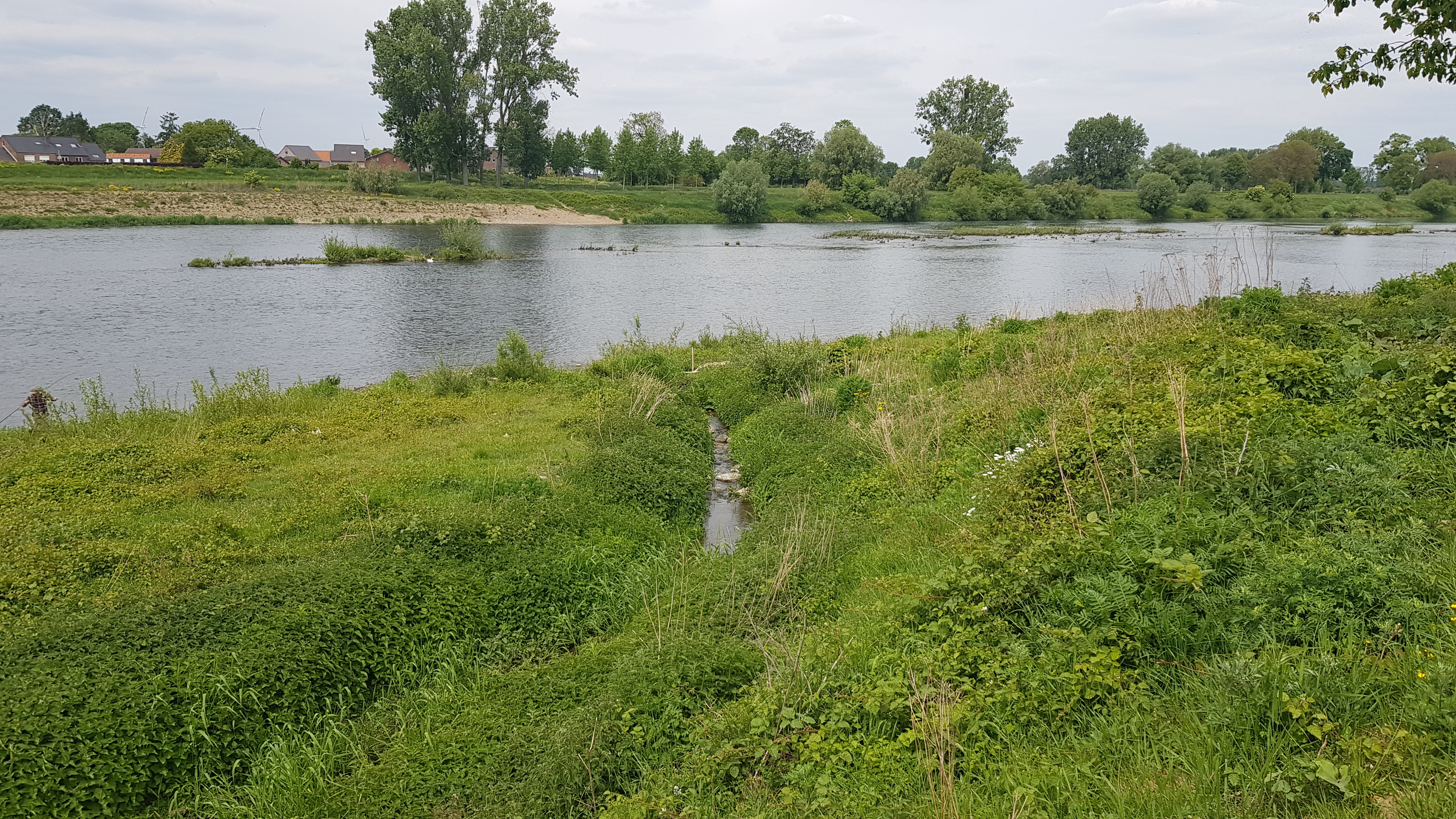
Monding van de Oude Broekgraaf in de Maas

De Oude Broekgraaf is een beek in Nederlands Zuid-Limburg in de gemeente Meerssen. De beek ligt in het dorp Geulle aan de Maas en heeft een lengte van ongeveer 1,2 kilometer. 

## Ligging
De beek ligt in de vlakte van het Maasdal van het Julianakanaal in het oosten tot de monding in de Maas in het westen en stroomt door Geulle aan de Maas. De beek ontstaat aan de oostzijde door de samenvloeiing van de Molenbeek, de Zandbeek en de Verlegde Broekgraaf, waarna ze via een duiker onder het Juliakanaal doorgaat. Na het kanaal stroomt ze in noordelijke richting en passeert daarbij Kasteel Geulle. Ten noordoosten van de Sint-Martinuskerk buigt de beek naar het westen, maakt verschillende bochten terwijl het door het dorp stroomt en komt ten westen in de Maas uit. De monding in de Maas is een grindwaaiermonding.